# Win Aung
Win Aung (Birmaans: ဝင်းအောင်, (Dawei, 28 februari 1944 - Rangoon, 4 november 2009) was een Myanmarees militair en politicus.
Win Aung ging bij het leger van Myanmar, waar hij actief werd bij de militaire inlichtingendienst. 
Win Aung werd vervolgens ambassadeur in Duitsland en het Verenigd Koninkrijk, totdat hij in november 1988 benoemd werd tot minister van buitenlandse zaken. Tijdens zijn ambtsperiode moest hij bij zijn buitenlandse bezoeken veel kritiek incasseren wegens de onderdrukking van politieke dissidenten in zijn land, zoals Aung San Suu Kyi. Na een zuivering door de militaire inlichtingendienst werd hij in september 2004 ontslagen - samen met een aantal andere ministers. Win Aung was een nauwe medestander van de vroegere eerste minister Khin Nyunt, die eveneens in september 2004 weggezuiverd werd. Na zijn ontslag werd Win Aung gearresteerd en opgesloten in de beruchte Insein-gevangenis, waar hij in 2009 aan een   beroerte overleed. Bij zijn overlijden was hij nog de enige vroegere Myanmarese minister die nog opgesloten zat.